# Saro P.531
Saro P.531 tudi Saunders-Roe P.531 je bil petsedežni enomotorni helikopter britanskega proizvajalca Saunders-Roe Limited (Saro). Načrtovanje se je začelo novembra 1957, kot izboljšava predhodnika Skeeter. P.531 ima za razliko turbogredni motor in druge izboljšave. Zgradili so samo 6 primerkov

## Specifikacije (P.531,G-APNU)
- Posadka: 2
- Kapaciteta: 3 potniki
- Premer glavnega rotorja: 9,91 m
- Višina: 2,90 m
- Prazna teža: 949 kg
- Gros teža: največ 1724 kg
- Motor: 1 × Blackburn-Turbomeca Turmo turbogredni, omejen na 325 KM (242 kW)

- Največja hitrost: 194 km/h
- Potovalna hitros: 175 km/h
- Dolet: 390 km